# 赫尔曼·林肯巴赫
赫尔曼·林肯巴赫（德語：Hermann Linkenbach，1889年4月8日—1959年6月30日），德国男子马术运动员。他曾代表德国参加1928年夏季奥林匹克运动会马术比赛，获得团体盛装舞步赛金牌。